# 沙捷爾尼基
50°27′57″N 26°56′4″E / 50.46583°N 26.93444°E
沙捷爾尼基（烏克蘭語：Шатерники），是烏克蘭西部的村莊，隸屬赫梅利尼茨基州的舍佩蒂夫卡區。該村處於尼爾卡河畔，面積1.05平方公里，海拔高度220米，2001年人口506。